# Dale Midkiff
Dale Midkiff est un acteur américain né le 1er juillet 1959, notamment connu pour avoir incarné Louis Creed dans le film d'horreur Simetierre.

## Filmographie

### Au cinéma
- 1985 : Streetwalkin' (it)' : Duke
- 1986 : Nightmare Weekend : Ken
- 1988 : Casual Sex?
- 1989 : Simetierre de Mary Lambert : Louis Creed
- 1992 : Love Potion No.9 de Dale Launer : Gary Logan
- 2000 : The Crow 3: Salvation : Vincent Erlich
- 2001 : Falcon Down : Capitaine Hank Thomas
- 2001 : Route 666 : P. T.
- 2003 : Mega Cyclone (Maximum Velocity) : Dr. Timothy Briggs
- 2004 : Dating Robert Lee : Robert Lee
- 2005 : Deep Rescue : Ben
- 2006 : Love's Abiding Joy : Clark Davis
- 2007 : Les Zombies dans l'avion (Plane Dead) : Dr. Lucas
- 2007 : Totally Baked: A Pot-U-Mentary : Doug (segment "Reunion Party")
- 2008 : 2012, La Prophétie : Dr. Frank Richards
- 2008 : The Clean-Up Crew : Dan Dahler
- 2018 : Hell's Kitty : Rosemary Carrie
- 2022 : 21 Outs : Coach Chris Forbes

### À la télévision

#### Téléfilms
- 1986 : Dallas: The Early Years : Jock Ewing
- 1987 : Top Kids : Clyde Barrow
- 1988 : Elvis and Me : Elvis Presley
- 1989 : Appel au secours (A Cry for Help: The Tracey Thurman Story) de Robert Markowitz : Buck Thurman
- 1991 : Les Péchés d'une mère (Sins of the mother) : Kevin Coe
- 1991 : The Marla Hanson Story : Eric Warner
- 1991 : Shoot First: A Cop's Vengeance : Farrell Tucker
- 1991 : Plymouth : Gil Eaton
- 1991 : Blackmail : Scott Mayfield
- 1994 : A Burning Passion: The Margaret Mitchell Story : Red
- 1995 : A Child Is Missing : Peter Barnes
- 1995 : Demain, un autre jour : Sheriff Marcus Ashley
- 1996 : Ed McBain's 87th Precinct: Ice : Det. Steve Carella
- 1997 : Chaleur meurtrière : Det. Steve Carella
- 1997 : Cavale sans retour : Carl Miller
- 1997 : Une fée bien allumée : Thomas Jameson
- 2000 : La meilleure amie de sa maîtresse : Johnny Miller / Jake
- 2000 : Alien - Mission sous haute tension : Bill Templer
- 2002 : L'Enfer à domicile (Video Voyeur: The Susan Wilson Story) : Gary Wilson
- 2003 : À la conquête d'un cœur (Love Comes Softly) : Clark Davis
- 2004 : Ma famille à tout prix (Torn Apart) : Jerry Bender
- 2004 : À la conquête d'un cœur 2 : Clark Davis
- 2005 : Un souvenir éternel (Back to You and Me) de David S. Cass Sr. : Gus Martin
- 2006 : Le Roman d'une vie de Michael Landon Jr. : Clark Davis
- 2007 : Tant d'amour à donner (Love's Unfolding Dream) : Clark Davis

#### Séries télévisées
- 1989 : Dream Street (en) (6 épisodes) : Denis DeBeau
- 1993 - 1994 : Time Trax (en) (43 épisodes) : Darien Lambert
- 1994 : La Loi de la Nouvelle-Orléans (2 épisodes) : Alex Boudreau
- 1998 - 2000 : Les Sept Mercenaires (22 épisodes) : Buck Wilmington
- 1999 : Au-delà du réel : l'Aventure continue (1 épisode) : Tom Cooper
- 2000 : Les Chemins de l'étrange (1 épisode) : Jack Ketsler
- 2000 : Destins croisés (1 épisode) : Reese O'Malley / Chip Stein
- 2001 : Les Experts (1 épisode) : Prof. Robert Woodbury
- 2005 : FBI : Portés disparus (1 épisode) : Eddie Ferguson
- 2006 :  Preuve à l'appui (1 épisode) : Jerry Miller
- 2007 : Les Experts : Miami (#1 épisode) : Doug McClain
- 2007 : Dexter (#1 épisode) : Mr. Wilson
- 2008 : Retour à Lincoln Heights (Lincoln Heights) (#1 épisode) : Harrison DeVries
- 2009 : Esprits criminels (#1 épisode) : Gil Bonner
- 2009 : Lie to Me (#1 épisode) : Samuel Wynn
- 2011 : Hell's Kitty (#1 épisode) : Rosemary Carrie
- 2013 : The Client List (#1 épisode) : J. D. Whitman Senior
- 2014 : Castle (#1 épisode) : Sheriff Conklin